# Ronaldo Mendes
Ronaldo César Mendes de Medeiros, noto semplicemente come Ronaldo Mendes (Nova Erechim, 16 agosto 1992), è un calciatore brasiliano, centrocampista svincolato.

## Palmarès

### Club

#### Competizioni statali
- Campionato paulista: 1

Santos: 2016